# 2009年3月英國

## 3月31日
- 有工黨下院議員聲稱，有人正開價300,000英鎊，出售下院650名議員的開支資料記錄，下院正調查事件。BBC （页面存档备份，存于）
- 英軍開始正式從伊拉克南部撤走，而自2003年至今，共計有179名英兵陣亡。BBC （页面存档备份，存于）
- 保守黨於國會大樓舉行記者招待會時，兩名記者與在場警員發生爭執，警方一度在大樓內發放催淚氣體。BBC （页面存档备份，存于）
- 北愛爾蘭貝爾法斯特有人在馬路中心放置疑似炸彈，附近一所小學350名學生緊急疏散，軍火專家事後證實可疑品並非炸彈。BBC （页面存档备份，存于）、泰晤士報[]

## 3月30日
- 英揆白高敦為內政大臣施卓琪丈夫有關動用公帑購買色情片影碟醜聞辯護，指有關事件屬「私人事務」，又對施氏工作表現加以贊賞。BBC （页面存档备份，存于）
- 英揆白高敦在唐寧街10號接見澳洲總理陸克文，白氏重申G20領袖在即將舉行的峰會上，會就當前經濟挑戰作出應對。BBC （页面存档备份，存于）

## 3月29日
- 內政大臣施卓琪的丈夫被揭發濫用妻子的議員津貼，購買電影影碟作消遣用途，其中包括兩份色情片影碟。施卓琪丈夫已就事件道歉，而施卓琪則承諾全數退還有關公款。泰晤士報[]、BBC （页面存档备份，存于）
- 南約克郡唐卡斯特一所住宅早上發生大火，屋內夫婦及一名孩子死亡，另外一名孩子情況危殆。BBC （页面存档备份，存于）

## 3月28日
- 商人索羅斯警告，英國在今次金融海嘯中尤其脆弱，甚至有可能要向IMF借貸救援。泰晤士報 （页面存档备份，存于）
- 房屋部長貝嘉晴表示，受經濟嚴重衰退拖累，政府要履行在2020年前提供300萬個公營房屋單位的承諾，存在困難。BBC （页面存档备份，存于）
- 數以千計來自世界各地的民眾開始在倫敦聚集，準備在下周的G20峰會內示威，示威者的訴求包括要求滅貧、遏止失業及阻止全球暖化等等。BBC （页面存档备份，存于）

## 3月27日
- 英揆白高敦與白金漢宮方面商討修改自1701年以來制定的《嗣位法案》，考慮讓女性享有與男性同等的皇位繼承權，以及准許天主教徒繼承皇位。BBC （页面存档备份，存于）
- 最新公佈數字顯示，2008年第四季GDP錄得1.6%倒退，差於預期的1.5%，其中以建造業為重災區。泰晤士報 （页面存档备份，存于）

## 3月26日
- 英揆白高敦由紐約轉抵巴西訪問，繼續為下月舉行的G20倫敦峰會作準備，他又表示「抽手旁觀」不會是峰會上可作的選擇。BBC （页面存档备份，存于）
- 一名孟加拉裔，擁有博士學位的英籍人士在孟國首都達卡被捕，他被指在當地以開辦孤兒院作掩飾，暗中訓練恐怖份子及儲藏大批軍火。泰晤士報[]

## 3月25日
- 被指獲發鉅額退休金的前RBS行政總裁弗雷德·古德溫爵士，其位於愛丁堡的寓所及屋外座駕被人刑事損毀。BBC （页面存档备份，存于）、泰晤士報 （页面存档备份，存于）
- 一對英籍夫婦在泰國對開海域駕駛遊艇時遭海盜騎劫，妻子被鎖進船艙斗室，而64歲丈夫則遇害身亡。泰晤士報[]

## 3月24日
- 英倫銀行行長金默文警告英國政府恐難再進一步以增加開支及減稅手段刺激經濟。泰晤士報 （页面存档备份，存于）
- 2月消費物價指數意外錄得0.2%增幅，上升至3.2%，主要原因是受入口貨品價格上升所致。BBC （页面存档备份，存于）

## 3月23日
- 影子商業大臣祈淦禮重申，保守黨一直支持對市值低於100萬英鎊的遺產免徵遺產稅，但有輿論批評保守黨在此事上立場不定。BBC （页面存档备份，存于）
- 有鑑於下院屢次發生議員涉嫌騙取津貼醜聞，一個獨立委員會將於秋季就下院議員的支出及津貼制度進行全面審查。BBC （页面存档备份，存于）

## 3月22日
- 內政大臣施卓琪表示政府計劃向國內60,000人提供基本反恐訓練，一般零售商店及酒店員工將納入受訓對象。BBC （页面存档备份，存于）
- 有研究機構指出，本周內公佈的消費物價指數將錄得自1960年的首次年度跌幅，意味英國將步入49年以來的首個通縮。泰晤士報[]

## 3月21日
- BBC調查發現，全國因家境貧困而申請學費資助的大學學生人數急增。BBC （页面存档备份，存于）
- 保守黨影子財相喬治·奧斯本承認，保守黨一旦上台，難以避免向高收入人士徵收45%入息稅。BBC （页面存档备份，存于）

## 3月20日
- 英國汽車生產量在2月大跌59%，是自1970年有紀錄以來最大單月跌幅。BBC （页面存档备份，存于）
- 對於已國有化的北岩銀行被發現繼續提供高風險按揭服務，英揆白高敦重申當初的國有化決定正確。BBC （页面存档备份，存于）

## 3月19日
- 英國女星娜塔莎·李察遜日前於加拿大魁北克省滑雪時遇意外頭部受傷不治，終年45歲。BBC （页面存档备份，存于）
- 前任工黨籍倫敦市長肯·利文斯通有意在2012年捲土重來，並謂必要時會以獨立身份參選。BBC （页面存档备份，存于）
- 社區大臣透露，政府有意向每位非歐盟入境旅客徵收50英鎊的簽證附加費，以補助入境部門的開支。BBC （页面存档备份，存于）

## 3月18日
- 政府數字顯示2009年1月全國失業人數突破200萬至203萬，是1997年以來首次，最新失業率則為6.5%。BBC （页面存档备份，存于）
- 月初遭共和份子在北愛軍營門外射殺的兩名英軍，其中一人舉殯。BBC （页面存档备份，存于）

## 3月17日
- 醫療委員會發表報告批評由政府營運的中斯塔福德郡普通科醫院水平低下，單自2005年至2008年間就有約400名病人因不同原因失救致死。BBC （页面存档备份，存于）
- 財政部證實時年50歲的前RBS行政總裁弗雷德·古德溫爵士已率先支取300萬鎊退休金。BBC （页面存档备份，存于）

## 3月16日
- 英揆白高敦表態不支持政府首席醫務官為酒精飲品設定最低價格之建議。BBC （页面存档备份，存于）
- 英揆白高敦認為經濟復甦步伐快慢要取決於即將舉行的G20峰會有何共識達成。BBC （页面存档备份，存于）

## 3月15日
- 政府首席醫務官建議為酒精飲品設定最低價格，部份英格蘭地區的酒類價格可能要上調一倍，以期減少酒精飲品銷量。BBC （页面存档备份，存于）
- 北愛警方表示試圖破壞和平進程的共和份子只佔「極小數」，人數大約估計有300。BBC （页面存档备份，存于）

## 3月14日
- 國防部證實，一名隸屬皇家威爾斯軍團第2營英兵於阿富汗南部遇襲身亡。BBC （页面存档备份，存于）
- 一名屬於右翼政黨英國國家黨的黨員於大曼徹斯特被示威者用斧頭襲擊受傷送院。BBC （页面存档备份，存于）

## 3月13日
- 政府數據顯示，每6名升讀中學的學童中有一人未能入讀所有選擇的心儀學校。泰晤士報[]
- 數據顯示英格蘭消防過去五年曾奉召出動1,780次，移動過胖人士，當中75%個案均由公立醫院轉介。BBC （页面存档备份，存于）

## 3月12日
- 被控於2007年12月因駕駛時寫短訊而引發交通意外，造成一人死亡的上院議員艾哈邁德勳爵，繼於2009年2月被判入獄12星期後提出上訴，獲上訴法院裁定得直，當庭釋放。BBC （页面存档备份，存于）
- 早前由下院委託拉明勳爵撰寫有關保護兒童的報告正式發表，當中批評社會保障制度存在漏洞，引致近年出現多宗兒童死於家庭暴力的案件。政府回應指會接納報告所有建議以保護兒童免受暴力對待，並將於月底前提交詳細回覆。BBC （页面存档备份，存于）、泰晤士報[]、英格蘭兒童保護進度報告 （页面存档备份，存于）

## 3月11日
- 北愛爾蘭多處有民眾計劃發起和平遊行，譴責近日連串共造成3人死亡的襲擊事件。BBC （页面存档备份，存于）
- 上議院一個委員會促請歐盟參與2012年倫敦奧運的保安工作，並在一旦發生恐怖襲擊的情況下提供協助。BBC （页面存档备份，存于）
- 根據政府資料顯示，英國現時有逾1,000名在職警員有刑事記錄，逾半人士與超速及違反交通規例有關，另有77人涉及傷人案件。BBC （页面存档备份，存于）

## 3月10日
- 北愛警方證實昨晚9時45分一名警員在克雷加文（Craigavon）執勤時，遭愛爾蘭共和軍的分支從後射殺。BBC （页面存档备份，存于）
- 一對醉酒情侶早前於男方生日會接吻時，遭40歲女方咬去三分一的舌頭，女方今被紐卡素皇室法庭裁定嚴重傷害他人身體罪名成立，獲准保釋聽後判刑，但法官表明被告會被判監。BBC （页面存档备份，存于）

## 3月9日
- 北愛爾蘭陸軍司令喬治·諾頓准將形容兩名遭愛爾蘭共和軍殺害的兩名英兵「偉大莊嚴」，而英揆白高敦則到事發軍營慰問，重申北愛和平進程「無可動搖」。BBC （页面存档备份，存于）
- 萊斯銀行股價在國有化方案公佈後首個交易日急跌8%。BBC （页面存档备份，存于）

## 3月8日
- 英揆白高敦譴責昨日兩名陸軍士兵在北愛爾蘭一軍營外遭不明槍手伏擊身亡一案。泰晤士報[]、BBC （页面存档备份，存于）
- 商務大臣文德森勳爵重申皇家郵政局部私有化方案是維持郵政服務唯一方法，「別無他途」，並謂有關決定是「最後一擲」。BBC （页面存档备份，存于）

## 3月7日
- 前英國駐中東特使利維勳爵認為，前首相貝理雅如果參與太多私人商業活動，無暇兼顧中東問題特使一職的話，便應該「重新考慮」應否繼續留任。BBC （页面存档备份，存于）
- 政府決定增持萊斯銀行股份，股權由原本的43%上調至65%，使納稅人成為該行大股東，國有化後銀行在未來貸款額可上升至280億英鎊。泰晤士報[]

## 3月6日
- 商務大臣文德森勳爵在公開場合被環保份子以綠色的蛋漿潑面，文德森並無大礙，警方現正接手調查。BBC （页面存档备份，存于）、
- 兩名立陶宛男子被控去年於蘇格蘭虐待及殺害一名35歲女子，再將屍體分屍拋入大海，被法官裁定罪名成立，分別被判入獄28年及20年，刑滿後要遞解出境。BBC （页面存档备份，存于）

## 3月5日
- 英倫銀行宣佈再將利率由1%下調至0.5%，另外計劃加印750億英鎊以救助經濟。BBC （页面存档备份，存于）
- 歐洲司法院裁定英政府將65歲列為強制退休年齡符合歐盟法律。BBC （页面存档备份，存于）

## 3月4日
- 英揆白高敦於美國國會發表演說，呼籲美國與歐洲朋友通力合作。泰晤士報[]
- 獨立電視台（ITV）表示2008年虧蝕27億英鎊，並宣佈裁員600人以節省開支。BBC （页面存档备份，存于）
- 被指收取鉅額退休金及長俸的RBS前行政總裁弗雷德·古德溫爵士，其寓所外連日來被人貼上恐嚇標語，據悉古德溫爵士擔心家人安全，計劃到海外迴避。泰晤士報[]
- 拉納克郡一名剛過108歲生日老婦獲法庭通知委任為候選陪審員。而根據蘇格蘭現行規例，陪審員年齡必須為65歲或以下，出錯可能與法庭依靠的選民登記冊沒有列載選民年齡，未能篩走高齡人選所致。BBC （页面存档备份，存于）

## 3月3日
- 英揆白高敦抵達美國首次會見新任總統奧巴馬，內容以經濟為主，不過兩人原訂會後舉行的聯合記者會臨時取消，唐寧街發言人否認會面規格被調低。泰晤士報[]、BBC （页面存档备份，存于）
- 業務主要集中亞洲、非洲及中東的渣打銀行公佈2008年稅前利潤有34億英鎊，較2007年上升19%，銀行表示2009年「根基穩健」。BBC （页面存档备份，存于）

## 3月2日
- 滙豐控股公佈2008年業績，錄得盈利65億英鎊，比2007年大幅倒退62%，董事不獲分花紅之外，銀行更宣佈向股東供股集資125億英鎊。BBC （页面存档备份，存于）
- 受滙豐業績大幅倒退拖累，倫敦富時100指數下跌3%，跌穿3,700點水平，早段尾市低見3664.58點，跌逾165.51點，是自2003年4月以來的最低位。泰晤士報[]

## 3月1日
- 面對經濟嚴冬，工業聯合會及總商會皆表示，大部份會員來年計劃向員工凍薪或減薪，總商會另指有30%企業會縮減工時。種種措施預計會令國內數以百萬計僱員受影響。不過，公營機構如醫院、學校、警隊及部份政府部門員工，仍將獲2%至6%的加薪。泰晤士報[]
- 商務大臣文德森勳爵接受《觀察家報》時批評，郵務工會為阻止政府對皇家郵政實行部份私有化，而向公眾採取「恐慌策略」。

| 依月份排列新聞動態 |
| \| - 2014年英國：1月 - 2月 - 3月 - 4月 - 5月 - 6月 - 7月 - 8月 - 9月 - 10月 - 11月 - 12月 - 2013年英國：1月 - 2月 - 3月 - 4月 - 5月 - 6月 - 7月 - 8月 - 9月 - 10月 - 11月 - 12月 - 2012年英國：1月 - 2月 - 3月 - 4月 - 5月 - 6月 - 7月 - 8月 - 9月 - 10月 - 11月 - 12月 - 2011年英國：1月 - 2月 - 3月 - 4月 - 5月 - 6月 - 7月 - 8月 - 9月 - 10月 - 11月 - 12月 - 2010年英國：1月 - 2月 - 3月 - 4月 - 5月 - 6月 - 7月 - 8月 - 9月 - 10月 - 11月 - 12月 - 2009年英國：1月 - 2月 - 3月 - 4月 - 5月 - 6月 - 7月 - 8月 - 9月 - 10月 - 11月 - 12月 - 2008年英國：1月 - 2月 - 3月 - 4月 - 5月 - 6月 - 7月 - 8月 - 9月 - 10月 - 11月 - 12月 檢閱 \| |
| - 2014年英國：1月 - 2月 - 3月 - 4月 - 5月 - 6月 - 7月 - 8月 - 9月 - 10月 - 11月 - 12月 - 2013年英國：1月 - 2月 - 3月 - 4月 - 5月 - 6月 - 7月 - 8月 - 9月 - 10月 - 11月 - 12月 - 2012年英國：1月 - 2月 - 3月 - 4月 - 5月 - 6月 - 7月 - 8月 - 9月 - 10月 - 11月 - 12月 - 2011年英國：1月 - 2月 - 3月 - 4月 - 5月 - 6月 - 7月 - 8月 - 9月 - 10月 - 11月 - 12月 - 2010年英國：1月 - 2月 - 3月 - 4月 - 5月 - 6月 - 7月 - 8月 - 9月 - 10月 - 11月 - 12月 - 2009年英國：1月 - 2月 - 3月 - 4月 - 5月 - 6月 - 7月 - 8月 - 9月 - 10月 - 11月 - 12月 - 2008年英國：1月 - 2月 - 3月 - 4月 - 5月 - 6月 - 7月 - 8月 - 9月 - 10月 - 11月 - 12月 檢閱       |